# Kaffe Fasset
Kaffe Fassett (San Francisco (Californië), 1937) is een Amerikaanse textielkunstenaar. Hij ontwerpt zowel voor breiwerk, patchwork en haakwerk, maar ook voor aardewerk.
Fassett bekwam een beurs om te gaan studeren aan het museum voor schone kunsten te Boston toen hij 19 was. Hij maakte zijn studies niet af, want kreeg de kans zich in 1964 te vervolmaken als schilder in Londen, waar hij sindsdien woont en werkt.
In 1988 kreeg hij als eerste textielontwerper een tentoonstelling in het Victoria & Albert Museum in Londen. Toen bleek hoe populair zijn werk eigenlijk al was. Het was zowat zijn internationale doorbraak, en kent sindsdien talrijke volgelingen en bewonderaars.
Sindsdien is hij een gevierd expert met talrijke publicaties en tentoonstellingen.
- Bibsys: 90339925
- Biblioteca Nacional de España: XX1061362
- Bibliothèque nationale de France: cb121294965 (data)
- CiNii: DA08567198
- Gemeinsame Normdatei: 121454371
- International Standard Name Identifier: 0000 0001 2023 9535
- KulturNav: 149c216c-696c-44bc-a793-980651d6d181
- Library of Congress Control Number: n85008617
- Bibliotheek van het Japanse parlement: 00466324
- National Gallery of Victoria: 7157
- Nationale Bibliotheek van Tsjechië: xx0135592
- Nationale bibliotheek van Australië: 35715957
- Nationale Bibliotheek van Israël: 987012747894305171
- Nederlandse Thesaurus van Auteursnamen: 074052993
- Réseau des bibliothèques de Suisse occidentale: 02-A003232713
- RKD-Nederlands Instituut voor Kunstgeschiedenis: 27378
- LIBRIS: 220286
- SNAC: w6dj7b4n
- Système universitaire de documentation: 25122161X
- Union List of Artist Names: 500138088
- Virtual International Authority File: 36952082
- WorldCat: E39PCjFP37MXh7Vy3Y9CMCC6yq